# Бурручага, Роман Андрес
Роман Андрес Бурручага (исп. Román Andrés Burruchaga; род. 23 января 2002, Буэнос-Айрес) — аргентинский профессиональный теннисист. Победитель двух турниров ATP Challenger (1 — в одиночном разряде) и 6 турниров ITF (3 — в одиночном разряде).

## Спортивная карьера
Роман Андрес Бурручага — сын бывшего аргентинского футболиста и обладателя Кубка мира по футболу Хорхе Бурручаги.
В 2022 году Бурручага выиграл свой первый титул ATP Challenger в парном разряде на Кубке Севильи в паре с Факундо Диасом Акостой.
В 2024 году дебютировал в основной сетке турнира ATP-тура. На открытом чемпионате Кордовы 2024, Бурручага победил в квалификации и в первом раунде основного турнира одержал свою первую победу в ATP-туре, выиграл у Диего Шварцмана в трёх сетах. Во втором раунде уступил в трёх сетах Яннику Ханфманну из Германии.
В мае 2024 года, на Открытом чемпионате Франции по теннису, Роман Андрес Бурручага победил в квалификации и вышел в основную сетку турнира. В первом раунде он сыграл с немцем Яном-Леннардом Штруффом и уступил в трёх сетах.

## Рейтинг на конец года
| Год  | Одиночный рейтинг | Парный рейтинг |
| 2024 | 156               | 1405           |
| 2023 | 174               | 282            |
| 2022 | 265               | 196            |
| 2021 | 563               | 723            |
| 2020 | 1284              | 1501           |
| 2019 | 1864              | 1428           |

## Выступления на турнирах

### Финалы турнировATPв одиночном разряде (0)

#### Поражение (0)
| Легенда                     |
| --------------------------- |
| Турниры Большого шлема (0)* |
| Итоговый турнир ATP (0)     |
| ATP Мастерс 1000 (0)        |
| АТР 500 (0)                 |
| АТР 250 (0)                 |

| Титулы по покрытиям | Титулы по месту проведения матчей турнира |
| ------------------- | ----------------------------------------- |
| Хард (0)            | Зал (0)                                   |
| Грунт (0)           | Зал (0)                                   |
| Трава (0)           | Открытый воздух (0)                       |
| Ковёр (0)           | Открытый воздух (0)                       |

* количество побед в одиночном разряде.